# Fort de la Redoute Ruinée
Das Fort de la Redoute Ruinée ist ein französisches Fort auf dem Grat Crête du Roc Noir unmittelbar westlich des Col de la Traversette etwa 2,7 km südlich des Kleinen Sankt Bernhard. 
Das Fort wurde 1630 vom Haus Savoyen errichtet und Fort Traverset genannt. Während der Französischen Revolution wurde es zerstört. In den Jahren von 1890 bis 1902 nach den Entwürfen von General Séré de Rivières neu errichtet, um die Grenze zwischen Frankreich und Italien militärisch zu sichern. Von 1936 bis 1940 wurde es wieder bewehrt. Im Juni 1940 spielte es eine wichtige Rolle in der Schlacht um die Alpen. 
Heute ist die Anlage eine Ruine. Sie bietet Aussicht auf das Massiv Mont Blanc, den tiefer gelegenen Kleinen St. Bernhard und den Mont Pourri.